# Psilolechia
Psilolechia is een geslacht van korstmossen dat behoort tot de familie Psilolechiaceae. De typesoort is Psilolechia lucida. 

## Soorten
Volgens Index Fungorum bevat het geslacht twee soorten (peildatum april 2022):
| Soortnaam                                    | Auteur(s)        | Publicatiejaar |
| -------------------------------------------- | ---------------- | -------------- |
| Psilolechia clavulifera (Grijze wortelkorst) | (Nyl.) Coppins   | 1983           |
| Psilolechia leprosa (Kopermos)               | Coppins & Purvis | 1987           |
| Psilolechia lucida (UV-mos)                  | (Ach.) M. Choisy | 1949           |
| Psilolechia purpurascens                     | Coppins & Purvis | 1987           |